# España en los Juegos Olímpicos de Sankt-Moritz 1948
España estuvo representada en los Juegos Olímpicos de Sankt-Moritz 1948 por una delegación de 6 deportistas (todos hombres) que participaron en un deporte: esquí alpino. El portador de la bandera en la ceremonia de apertura fue el (esquiador) José Arias Carralón.
Responsable del equipo olímpico fue el Comité Olímpico Español (COE). El equipo nacional no obtuvo ninguna medalla.